# Mercè Martínez
Mercè Martínez (Sabadell, Vallès Occidental, 22 de setembre de 1976) és una actriu catalana, coneguda en televisió pel paper que ha representat en algunes sèries, com el de Nora a la sèrie La Riera, de Televisió de Catalunya.
Formada a l'Institut del Teatre de Barcelona, ha participat en muntatges teatrals com ara T'estimo, ets perfecte... ja et canviaré, The Full Monty, La ópera de cuatro cuartos o El mercader. L'any 2015 va interpretar l'obra Animals de companyia, escrita i dirigida per la també actriu Estel Solé, al costat d'actors com Jacob Torres, Míriam Tortosa, Eduard Buch i Martina Tresserra. L'obra es va començar representant en pisos particulars, fins a 70, fins que va aconseguir arribar a una sala teatral, el Club Capitol de Barcelona. El 2020 es va incorporar al repartiment de T'estimo si he begut, una obra dirigida per David Selvas, basada en una recopilació de contes d'Empar Moliner.
A la pantalla gran ha intervingut en les pel·lícules Sévigné i a Deu ser que ningú és perfecte i en el curtmetratge Ministerio de Asuntos Oníricos, i en televisió a les sèries Plats bruts, Porca misèria, Ventdelplà i a La Riera.

## Obra

### Teatre
- Le mani forti
- Animals de companyia
- El mercader
- Paradís
- Casa i jardí
- Obra vista
- El sarau de l'any
- No són maneres de matar una dona
- Just la fi del món
- Amants
- La ópera de cuatro cuartos
- Fedra + o - Hipòlit
- The Full Monty
- T'estimo, ets perfecte... ja et canviaré
- La corte del Faraón
- Bella y la Bestia (Sra. Potts)
- La vampira del Raval (2011), d'Albert Guinovart i Josep Arias Velasco, amb direcció de Jaume Villanueva
- 73 raons per deixar-te, de Guillem Clua i Jordi Cornudella (2015)[7]
- Maremar de Joan Lluis Bozzo, Dagoll Dagom (2018)- Teatre Poliorama
- T'estimo si he begut
- Golfus de Roma, (2022) Teatre Condal[8]
- 3 desitjos (2023) El Maldà[9]
- El Tigre (2024)

### Televisió
- Plats bruts
- De moda
- Càmping
- Psico express
- Ventdelplà
- Porca misèria
- La Riera
- Com si fos ahir

### Cinema
- Sévigné
- Deu ser que ningú és perfecte
- Ministerio de Asuntos Oníricos

## Premis
Ha guanyat cinc vegades el premi Butaca a la millor actriu de musical: l'any 2002 per The Full Monty, l'any 2006 per Paradís, l'any 2012 per La vampira del Raval, l'any 2013 per T'estimo, ets perfecte... ja et canviaré!, i l'any 2016 per 73 raons per deixar-te. Va estar nominada als Premis Butaca com a millor actriu catalana de cine interpretant a Yolanda en la pel·lícula d'Albert Espinosa Deu ser que ningú és perfecte.